# بالجونسو
بالجونسو (تعرض هكذا BALJUNSO) هي شركة تسجيل مستقلة كورية جنوبية  تأسست في عام 1991 بواسطة Kang Byung-yong، المدير السابق لكان إنترتينمنت. في عام  2014، إس إم إنترتينمنت، أكبر قوة في صناعة  الكي-بوب، تكتسب أسهم في بالجونسو.

## تاريخ
- 1991 - بالجونسو تأسست بواسطة Kang Byung-yong.
- 2014 - إس إم إنترتينمنت تكتسب أسهم في  بالجونسو[4][5][6]

## فناني التسجيل

### فرق
- HLin
- Wasted Johnny's
- Play the Siren
- Shinchon Tigers

### فنانون منفريدون
- Jang Hye-jin

## وصلات خارجية
- الموقع الرسمي